# Zilverkopvissen
Zilverkopvissen (Diretmidae) zijn een familie van straalvinnige vissen uit de orde van Slijmkopvissen (Beryciformes).